# جنبش‌های ضد سقط جنین

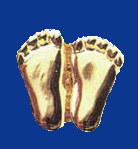
نماد جنبش‌های ضد سقط جنین

جنبش‌های ضد سقط جنین با انجام سقط جنین، چه از مسیرِ منع‌های قانونی یا دیگر روشها مخالفت می کنند. جنبشهای مدرن ضد سقط جنین، عموماً به عنوان ضدجنبشی در پاسخ به جرم زدایی و قانونی‌سازی سقط جنین اختیاری در کشورهای مختلف شروع شدند.